# Dibamus taylori
Dibamus taylori är en ödleart som beskrevs av  Allen E. Greer 1985. Dibamus taylori ingår i släktet Dibamus och familjen blindödlor. Inga underarter finns listade i Catalogue of Life.
Arten upptäcktes 1985 på ön Sumba i Sydostasien. Den har kanske en större utbredning i regionen. Honor lägger ägg.